# Grubenklima
Als Grubenklima bezeichnet man im Bergbau unter Tage die Wirkung verschiedener Klimakomponenten auf den Organismus des Menschen. Als einwirkende Komponenten gelten hierbei die Lufttemperatur, die Wettergeschwindigkeit und die Luftfeuchtigkeit.

## Geschichtliches
Im Jahr 1905 entdeckte Fritz Heise den Einfluss der relativen Luftfeuchtigkeit der Wetter auf das Grubenklima. Allerdings ist eine Betrachtung der einzelnen physikalischen Größen (Temperatur, Luftfeuchtigkeit usw.) aus physiologischer Sicht nur wenig geeignet. Im Jahr 1920 entdeckte Heise, dass die Vergrößerung der Wettermenge, die größtmögliche Trockenheit und die niedrigste Temperatur der Wetter, sich positiv auf die Verbesserung des Grubenklimas auswirkten. Außerdem wurde ein Klimasummenmaß, das als Nasswärmegrad bezeichnet wurde, definiert. Bei der Bestimmung des Nasswärmegrades wurden jedoch nur die Wettertemperatur und die Luftfeuchtigkeit berücksichtigt, die Wettergeschwindigkeit blieb unberücksichtigt. Dies erfolgte erst in den 1920er Jahren durch den US-amerikanischen Arbeitsphysiologen Constantin Yaglou (1897–1960). Dieser definierte durch eine Forschung aus allen beeinflussenden Faktoren die Effektivtemperatur als Klimamaß.

## Grundlagen
Mit zunehmender Teufe werden die in das Grubengebäude einströmenden Wetter in ihrem Zustand verändert. Dabei verändern sich der Luftdruck und die Temperatur der Wetter. Zusätzlich kommt es, je nach örtlichen Gegebenheiten, zu einer Aufnahme von Wasserdampf. Alle diese Einflussfaktoren führen zu einer Verschlechterung der grubenklimatischen Bedingungen. Dies hat einen erheblichen Einfluss auf die Leistungsfähigkeit der Bergleute. Das liegt daran, dass der Mensch sich nur in einem relativ schmalen Bereich von Luftfeuchtigkeit und Umgebungstemperatur wohl fühlt. Dieser Bereich wird in der Klimatechnik als Behaglichkeitsbereich bezeichnet. Der menschliche Körper erzeugt stets einen Überschuss an Wärme. Dieser Überschuss ist umso größer, je mehr körperliche Arbeit geleistet wird. Damit es nicht zu einer Gefährdung des menschlichen Organismus durch Wärmestauung im Körper kommen kann, muss der Körper die überschüssige Körperwärme an die Umgebung abgeben. Dies geschieht durch Wärmestrahlung, konvektiven Wärmeübergang, Wasserverdunstung der Haut und durch die Atmung.

## Die Klimafaktoren
Einer der wesentlichen Einflussfaktoren auf das Grubenklima ist die Wettertemperatur. Hierbei wird zwischen der Trockentemperatur und der Feuchttemperatur unterschieden. Die Trockentemperatur wird unter Tage von verschiedenen Einflüssen geprägt. Hierbei wirkt in erster Linie die Temperatur des Gebirges in den Grubenbauen auf die Lufttemperatur ein. Entscheidend ist hierbei die geothermische Tiefenstufe. Aber auch das Fördergut (z. B. die Steinkohle) hat eine höhere Temperatur, welche es an die Umgebungsluft abgibt. Dies führt dann an den betroffenen Betriebspunkten zu einer Erhöhung der Wettertemperatur. Aber auch Maschinen, der Betrieb von Motoren, der Sprengbetrieb und letztlich auch die Wärmeabgabe der Bergleute sind Wärmequellen, die einen Einfluss auf die Temperatur haben. Hohe Trockentemperaturen in Verbindung mit geringer Luftfeuchtigkeit erzeugen ein trockenwarmes Klima. In den einströmenden Wettern ist bereits eine gewisse Luftfeuchtigkeit vorhanden. Je nach den örtlichen Gegebenheiten kommen die Wetter aber auch zusätzlich mit Wasser in Berührung, welches aus dem Gebirge austritt oder auch anderweitig in den Grubenbauen vorhanden ist. Auch der verstärkte Einsatz von Maßnahmen zur nassen Staubbekämpfung führt zur Erhöhung der freien Wassermengen in den Grubenbauen. Von der erwärmten Luft wird nun ein Teil der Feuchtigkeit aufgenommen, dies führt zu einer Erhöhung der relativen Luftfeuchtigkeit der Wetter. Durch die Feuchtigkeitsaufnahme kühlen die Wetter ab. Allerdings führt die hohe Luftfeuchtigkeit zu einem feuchtwarmen Klima. Die Trockentemperatur in Verbindung mit der Luftfeuchtigkeit und der Wettergeschwindigkeit sind die bestimmenden Faktoren für die Effektivtemperatur.

## Auswirkung auf den Menschen
Die Klimafaktoren wirken sich unterschiedlich auf den menschlichen Körper aus. Dies liegt daran, dass der menschliche Körper nur im begrenzten Maß von der Umgebungstemperatur stark beeinflusste Möglichkeiten zur Wärmeregulierung hat. So wirkt sich die Wärmeabgabe durch Strahlung an benachbarte kühlere Gegenstände nur unwesentlich aus. Diese Wärmeabgabe ist bis zu 33 Grad Celsius positiv, zwischen 33 und 35 Grad indifferent und über 35 Grad negativ. Die Wärmeabgabe durch Konvektion ist schon wesentlich effektiver. Diese Form der Wärmeabgabe ist von der Temperatur und der Wetterbewegung abhängig. Eine sehr große Wärmeabfuhr wird durch Wasserverdunstung über die Haut, die Lunge und die Atemwege erzielt. Insbesondere die Wärmeabgabe mittels Verdunstung des Schweißes spielt dabei eine große Rolle. Diese Form der Wärmeabgabe ist allerdings vom Sättigungsunterschuss der Luft und von der Wettergeschwindigkeit abhängig. In einem feuchtwarmen Klima kann vom menschlichen Körper weniger Wärme mittels Verdunstung an die Umgebungsluft abgegeben werden. Aus diesem Grund wird ein feuchtwarmes Klima als weniger erträglich empfunden als ein trockenwarmes Klima.

## Gegenmaßnahmen
Insbesondere bei Gruben mit Teufen über 1000 Meter ist die Effektivtemperatur so groß, dass sie, ohne Maßnahmen zur Verbesserung des Grubenklimas, an bestimmten Betriebspunkten Werte von über 32 Grad annehmen würde. An solchen Betriebspunkten ist die Arbeit für den Bergmann unzumutbar. Bereits im Jahr 1905 wurde das Allgemeine Berggesetz dahingehend geändert, dass bei Bergleuten, die an Betriebspunkten mit über 28 Grad arbeiteten, die tägliche Arbeitszeit maximal sechs Stunden betragen durfte. Durch zusätzliche Pausen, gesetzlich geregelte zulässige Beschäftigungszeiten und die Länge der Schichtzeiten wird versucht, die klimatischen Auswirkungen zu verringern. Im deutschen Bergbau werden diese Maßnahmen in der  Klimabergverordnung geregelt. Auf Grundlage dieser Verordnung können auch für bestimmte klimatisch belastete Betriebspunkte Beschäftigungsverbote erlassen werden. Aber auch technische Maßnahmen werden zur Wetterkühlung angewendet. In den Golderzgruben Südafrikas wird in der Wettertechnik das Augenmerk auf die am Grubenklima beteiligten Wärmequellen gelenkt. Eine andere Maßnahme ist die verstärkte Kühlung der Wetter. Hierbei werden die Wetter mittels einer Wetterkühlmaschine abgekühlt.